# Raymond Lokuli
Raymond Lokuli, né le 28 avril 1971 à Kinshasa en République démocratique du Congo, est un footballeur congolais qui évoluait au poste d'attaquant dans les années 1990.

## Statistiques
Le tableau ci-dessous résume les statistiques en matches officiels de Raymond Lokuli durant sa carrière de joueur.
| Saison                | Club                  | Championnat           | Championnat | Championnat | Coupe(s) nationale(s) | Coupe(s) nationale(s) | Total | Total |
| Saison                | Club                  | Division              | M.          | B.          | M.                    | B.                    | M.    | B.    |
| 1989-1990             | FC Tours              | 2                     | 32          | 12          |                       |                       | 32    | 12    |
| 1990-1991             | FC Tours              | 2                     | 4           | 1           | 1                     | 1                     | 5     | 2     |
| 1991-1992             | FC Tours              | 2                     | 26          | 7           |                       |                       | 26    | 7     |
| 1992-1993             | FC Tours              | 2                     | 9           | 3           |                       |                       | 9     | 3     |
| Sous-total            | Sous-total            | Sous-total            | 71          | 23          | 1                     | 1                     | 72    | 24    |
| 1993-1994             | Amiens SC             | 3                     | 23          | 7           |                       |                       | 23    | 7     |
| 1994-1995             | Amiens SC             | 2                     | 37          | 13          | 1                     | 0                     | 38    | 13    |
| 1995-1996             | Amiens SC             | 2                     | 29          | 4           | 1                     | 0                     | 30    | 4     |
| 1996-1997             | Amiens SC             | 2                     | 19          | 2           |                       |                       | 19    | 2     |
| 1997-1998             | Amiens SC             | 2                     | 5           | 1           |                       |                       | 5     | 1     |
| Sous-total            | Sous-total            | Sous-total            | 113         | 27          | 2                     | 0                     | 115   | 27    |
| Total sur la carrière | Total sur la carrière | Total sur la carrière | 184         | 50          | 3                     | 1                     | 187   | 51    |